# Smyrnieae
Smyrnieae es una tribu de plantas con flores perteneciente a la familia Apiaceae.

## Géneros
- Lecokia
- Smyrnium